# Мюнхенско споразумение
Мюнхенското споразумение от 1938 г. е споразумение, съставено в Мюнхен на 29 септември 1938 година и подписано на 30 септември същата година от премиера на Великобритания Чембърлейн, премиера на Франция Даладие, райхсканцлера на Германия Хитлер и премиера на Италия Мусолини. Споразумението уговаря предаването на Судетска област от Чехословакия на Германия. Широко известно е също като Мюнхенски сговор.

## Предистория
Преди началото на Втората световна война Нацистка Германия без използване на военна сила присъединява редица територии в Европа: Австрия (вж. Аншлус) и Судетската област (1938), централните райони на Чехия и Мемелската област (1939). Тук става въпрос за присъединяването на Судетската област.
През 1938 година в Чехословакия живеят 14 млн. души, от тях 3,3 млн. етнически немци, компактно живеещи в Судетската област. Промишлеността на Чехословакия, в това число и военната, е сред най-развитите в Европа. Заводите „Шкода“ от момента на окупацията от Германия до началото на войната с Полша са произвели почти толкова военна продукция, колкото е произвела за същото време цялата военна промишленост на Великобритания. Чехословакия е сред водещите световни износители на оръжие, нейната армия е превъзходно въоръжена и се опира на мощните укрепления в Судетската област.
Судетските немци, подстрекавани от пронацистката судетско-немска партия на Конрад Хенлайн, постоянно заявява за нарушаване на техните права от страна на чехословашкото правителство. Правителството предприема ред мерки по обезпечаване на представителство на судетските немци в Националното събрание, местното самоуправление, образованието на майчин език, но не успява да намали напрежението. Опирайки се на тези заявления, Хитлер през февруари 1938 г. се обръща към Райхстага с призив „да се обърне внимание на ужасяващите условия на живот на немските събратя в Чехословакия“.

### Първа судетска криза
В края на март 1938 година Хенлайн отива в Берлин, където получава инструкции за следващите действия. През май ръководеното от него движение активизира прогерманската пропаганда, издига искане за провеждане на референдум за присъединяването на Судетските земи към Германия и на 22 май същата година - деня на общинските избори - подготвят преврат, за да превърнат тези избори в референдум. Едновременно с това се извършва прехвърляне на части на Вермахта към чехословашката граница.
Това провокира първата судетска криза. Чехословакия провежда частична мобилизация, вкарва войски в Судетите и заема приграничните укрепления. В поддръжка на Чехословакия се обявяват Франция и СССР (в изпълнение на съветско-френския договор от 2 май 1935 година и съветско-чехословашкия договор от 16 май 1935 година). Протест по отношение на силовото разрешаване на кризата заявява даже Италия – съюзник на Германия. Опитът да се завладеят Судетите, опирайки се на сепаратисткото движение на судетските немци, претърпява неуспех. Хитлер преминава към преговори. Преговорите се водят между Хенлайн и чехословашкото правителство при посредничество на Великобритания.

### Втора судетска криза
На 12 септември 1938 година, след провала на преговорите, е провокирана втората судетска криза. Движението, ръководено от Хенлайн, организира масови протести в Судетите, което принуждава чехословашкото правителство да обяви военно положение в Судетска област. Хенлайн бяга от арест и се скрива в Германия. На следващия ден Чембърлейн с телеграма уведомява Хитлер за готовността му да посети Германия „заради спасението на мира“. На 15 септември 1938 година Чембърлейн пристига на среща с Хитлер в град Берхтесгаден в Баварските Алпи. По време на тази среща фюрерът заявява, че искал мир, но бил готов заради чехословашките проблеми и на война, която обаче можела да се избегне, ако Великобритания се съгласяла на предаване на Судетската област на Германия въз основа на правото на нациите на самоопределение. Чембърлейн се съгласява с това.
На 18 септември в Лондон се провеждат британско-френски консултации. Страните стигат до споразумение, че териториите, на които преживяват повече от 50% немци, трябва да преминат към Германия, и че Великобритания с Франция гарантират новите граници на Чехословакия. На 20 - 21 септември британският и френският посланици в Чехословакия заявяват на чехословашкото правителство, че в случай че то не приеме британско-френското предложение, френското правителство „няма да изпълни договора“ с Чехословакия. Съобщават и следното: „Ако чехите се обединят с руснаците, войната може да приеме характер на кръстоносен поход срещу болшевиките. Тогава ще бъде много трудно на правителствата на Великобритания и Франция да останат настрани“. Чехословашкото правителство не се съгласява с дадените условия.
На 22 септември Хитлер дава ултиматум: да не се пречи на Германия в окупацията на Судетите. В отговор на това Чехословакия и Франция обявяват мобилизация. На 27 септември Хитлер пред заплахата на започване на война дава обратен ход и изпраща на Чембърлейн писмо, в което съобщава, че не иска война, готов е да даде гаранции за безопасността на останалата част от Чехословакия и ще обсъди детайлите на договора с Прага.

## Мюнхенската конференция
През 29-30 септември в Мюнхен по инициатива на Хитлер се провежда среща между ръководителите на правителствата на Великобритания, Франция, Германия и Италия. Въпреки обещанието в писмото до Чембърлейн обаче чехословашките представители не са допуснати до обсъждането на споразумението.
Представители:
- Хитлер и Мусолини – от страна на Антикоминтерновски пакт, и
- Даладие и Чембърлейн – министър-председателите на Франция и Великобритания.

Основа на съглашението са предложенията на Италия, практически неотличаващи се от исканията, издигнати по-рано от Хитлер при срещата му с Чембърлейн. Последният и Даладие приемат тези предложения. В 1 ч. през нощта на 30 септември 1938 г. Чембърлейн, Даладие, Мусолини и Хитлер подписват Мюнхенското споразумение. След това в залата, където е подписано споразумението, се допуска чехословашката делегация. Правителствата на Великобритания и Франция оказват натиск на правителството на Чехословакия, така че, въпреки потвърдената решимост на СССР да окаже военна помощ и отказа на поддръжка от Франция, чешкото правителство без съгласието на Националното събрание приема даденото споразумение.
Великобритания, Италия и Франция се съгласяват с германското искане за анексиране на Судетската област, а после и на цяла Чехословакия. След два дни е подписано и Мюнхенското споразумение, уреждащо това. Малката страна е поканена само да подпише. Анексираните от Германия територии имат площ от 29 000 km² и биват населявани от 3,6 млн. души (около четвърт от населението на Чехословакия). Конференцията и спогодбата от Мюнхен дават увереност на Германия да иска още територии, което прокарва пътя по-късно за избухването на Втората световна война.

## Последствия
Откъсването на Судетската област е само началото на процеса по разделяне на Чехословакия.
На 1 октомври 1938 година Полша в ултимативна форма иска от Чехия да ѝ се предаде Тешинската област, предмет на териториални спорове между нея и Чехословакия през 1918 - 1920 г. Останало в международна изолация, чехословашкото правителство се принуждава да приеме условията на ултиматума.
Под натиска на Германия чехословашкото правителство на 7 октомври приема решение за предоставяне на автономия на Словакия, а на 8 октомври - на Закарпатска Украйна.
На 2 ноември 1938 година Унгария по решение на Първия виенски арбитраж получава южните райони на Словакия и Закарпатска Украйна с градовете Ужгород, Мукачево и Берегово.
През март 1939 година Германия окупира останалата от Чехословакия част, включвайки я в състава на Райха под името „Протекторат Бохемия и Моравия“. В ръцете на Германия попадат значителни запаси от въоръжението на бившата чехословашка армия, които позволяват да се въоръжат 9 пехотни дивизии и чехословашките военни заводи. При нападението на СССР от 21 танкови дивизии на Вермахта 5 са окомплектовани с танкове чехословашко производство.
На 19 март правителството на СССР връчва нота на Германия, където заявява за своето непризнаване на германската окупация на части от територията на Чехословакия.
Споразумението, подписано в Мюнхен, става кулминационна точка в британската „политика на умиротворяване“.
Част от историците счита, че тази политика е опит за преустройство на Версайската система от международни отношения по дипломатически път, чрез договорености между 4-те велики европейски държави. Чембърлейн, връщайки се от Мюнхен в Лондон, на стълбичката на самолета заявява: „Peace for our time“.
Друга част от историците обаче счита, че истинската причина за провеждането на тази политика е опитът на западните страни да унищожат СССР. Например заместник-министърът на външните работи на Великобритания Кадоган записва в своя дневник: „Премиерът (Чембърлейн) заяви, че по-скоро ще подаде оставка, отколкото да подпише съюз със Съветите“. Затова тези историци смятат, че „политиката на умиротворяване“ е многоходова комбинация по насъскването на Хитлеристка Германия и СССР, провеждана от 1937 година, и постигнала целта си през 1941 г.